# Марте, Старлинг
Старлинг Хавьер Марте (исп. Starling Javier Marte, 9 октября 1988, Санто-Доминго) — доминиканский бейсболист, аутфилдер клуба Главной лиги бейсбола «Нью-Йорк Метс». Участник Матча всех звёзд лиги 2016 года. Двукратный обладатель награды Золотая перчатка. Игрок национальной сборной Доминиканской Республики.

## Биография

### Ранние годы и начало карьеры
Старлинг Марте родился 9 октября 1988 года в Санто-Доминго. Там же прошло его детство. В 2007 году он подписал контракт с «Питтсбург Пайрэтс», затем тренировался в доминиканской академии клуба в Эль-Торо. Сумма подписного бонуса игроку составила 85 тысяч долларов. В США он переехал в 2009 году, первый полный сезон на профессиональном уровне Марте завершил с показателем отбивания 31,2 %. В 2010 году из-за травмы запястья он сыграл только 60 матчей, но отбивал с эффективностью 31,5 % и украл 22 базы.

### Питтсбург Пайрэтс
В сезоне 2011 года Марте играл на уровне AA-лиги в составе «Алтуны Керв». В 120 проведённых матчах он отбивал с показателем 33,2 %, выбил 12 хоум-ранов и украл 24 базы. Аналитики отмечали его высокую скорость и надёжность в защите, минусом называя недостаток дисциплины в игре на бите. Чемпионат 2012 года он начал в составе «Индианаполис Индианс», где он отбивал с эффективностью 28,8 %. В июне Марте был переведён в основной состав «Питтсбурга» и дебютировал в Главной лиге бейсбола. До конца сезона он отбивал с показателем 25,7 %, украл двенадцать баз и заработал восемь уоков при пятидесяти страйкаутах. В 2013 году он сыграл за «Пайрэтс» 135 матчей с показателем отбивания 28,0 %, заработав 83 рана и украв 41 базу. В марте 2014 года клуб подписал с ним новый шестилетний контракт на общую сумму 31 млн долларов. Соглашение предусматривало возможность продления на 2020 и 2021 года по инициативе клуба.
В чемпионате 2014 года он установил новый личный рекорд, отбивая с эффективностью 29,1 %, выбил 13 хоум-ранов и украл 30 баз. По ходу сезона 2015 года Марте закрепился в статусе одного из лидеров «Питтсбурга». Доля получаемых им страйкаутов снизилась на 5,4 % до уровня 21,2 %. Третий год подряд он украл не менее тридцати баз, а по количеству заработанных ранов стал вторым в команде после Эндрю Маккатчена. Ещё эффективнее он выступал в 2016 году, хотя «Пайрэтс» завершили регулярный чемпионат на последнем месте в дивизионе. Марте отбивал с показателем 31,1 %, украл 47 баз и впервые в карьере получил приглашение на Матч всех звёзд лиги. Второй год подряд он стал обладателем награды Золотая перчатка на позиции левого аутфилдера.
В марте 2017 года он вошёл в состав сборной Доминиканской Республики на игры Мировой бейсбольной классики. В одном из подготовительных матчей Марте получил травму ноги и пропустил большую часть турнира, сыграв только в трёх играх. В апреле он получил 80-матчевую дисквалификацию после положительного теста на нандролон. После возвращения в состав он играл с меньшей эффективностью, лишь в последних двух месяцах сезона отбивая с показателем 32,2 %. Его показатель OPS составил всего 71,2 % и он не сумел полноценно заменить на месте центрального аутфилдера ветерана Маккатчена. В 2018 году Марте восстановил игровую форму и снова стал одним из лидеров «Питтсбурга». В регулярном чемпионате он отбивал с показателем 27,7 %, выбил 20 хоум-ранов, украл 33 базы и набрал 72 RBI в 145 сыгранных матчах.
В сезоне 2018 года Марте установил новые личные рекорды по количеству выбитых хоум-ранов и набранных RBI. По ходу чемпионата хорошо проявил себя молодой Брайан Рейнолдс, набрал форму восстановившийся после травмы Грегори Поланко. В результате руководство клуба приняло решение отказаться от продления контракта с ним. В январе Марте был обменян в «Аризону» на игроков фарм-системы Бреннана Мэлоуна и Льовера Пегеро, а также 250 тысяч долларов из бюджета международных подписаний. Всего в составе «Питтсбурга» он провёл восемь сезонов, выбил 108 хоум-ранов, набрал 420 RBI и украл 239 баз.

### Дальнейшая карьера
Начало сезона 2020 года было отложено из-за пандемии COVID-19, а в мае в результате сердечного приступа умерла жена Марте Ноэлия Брасобан. После этого он намеревался завершить карьеру, но передумал благодаря поддержке со стороны «Аризоны» и её владельца Кена Кендрика. В регулярном чемпионате он сыграл за команду в 33 матчах. В августе, после того как «Даймондбэкс» лишились шансов на выход в плей-офф, Марте обменяли в «Майами Марлинс» на Умберто Мехию, Калеба Смита и Хулио Фриаса. После перехода он сыграл ещё в 28 матчах. В январе 2021 года «Марлинс» воспользовались возможностью продления контракта с ним на один сезон с зарплатой 12,5 млн долларов. Двадцать восьмого июля Марте был обменян в «Окленд Атлетикс» на питчера Хесуса Лусардо. До перехода он сыграл за «Марлинс» в 64 матчах, отбивая с показателем 30,5 %. По мнению обозревателя CBS Ар Джея Андерсона, в составе новой команды Марте должен был занять одно из мест в углу аутфилда, сократив игровое время Стивена Пискотти и Сета Брауна. В оставшейся части регулярного чемпионата он сыграл за Атлетикс 56 матчей с эффективностью 31,6 %. По итогам сезона Марте стал лучшим в Главной лиге бейсбола по количеству украденных баз. В последующее межсезонье он получил статус свободного агента и подписал четырёхлетний контракт на сумму 78 млн долларов с клубом «Нью-Йорк Метс».